# Deutsche Junioren-Fußballnationalmannschaften
Deutsche Junioren-Fußballnationalmannschaften nehmen an den Wettbewerben der UEFA und FIFA für Nachwuchsmannschaften teil. Mittel- und langfristig sollen Spieler für die A-Nationalmannschaft gefunden und gefördert werden. Da man davon ausgeht, dass im Nachwuchsbereich das Alter ein wesentlicher Faktor für die Spielstärke eines Spielers ist, hat man für die einzelnen Wettbewerbe bzw. Mannschaften eine Altersobergrenze eingeführt, um eine vergleichbare Spielstärke zu garantieren. Zur Kennzeichnung der Mannschaften wird jeweils ein U (=Unter) dem Höchstalter der Spieler vorangestellt.

## Geschichte
Die erste Nachwuchsauswahlmannschaft im Bereich des DFB war die A-Junioren-Auswahl (U18), die am 31. März 1953 in Lüttich – anlässlich des sechsten von der FIFA veranstalteten Turniers (von 1948 und bis 1954 unter der Bezeichnung FIFA-Turnier; ab 1955 unter der Bezeichnung UEFA-Juniorenturnier) – ihre Premiere beim 3:2-Sieg über die Auswahl Argentiniens hatte.
Die Mannschaftsaufstellung bei der Premiere:
Hannes – Peterek, Besten – Hoffmann, Buderus, Scholz – Muhl, Seeler (1), Habig, Stürmer (1), Matheus (1)
Mit der am 2. April 1953 in der Zwischenrunde erlittenen 1:5-Niederlage gegen die Auswahl Spaniens blieb danach nur noch die Teilnahme an der Trostrunde. Am 4. April 1953 unterlag die A-Junioren-Auswahl der Auswahl Englands in Boom mit 1:3; im anschließenden Spiel um den siebten Platz, einen Tag später in Reraix, wurde auch dieses gegen die Auswahl Luxemburgs mit 2:3 verloren.
Bei ihrer zweiten Teilnahme 1954 im eigenen Land erreichte die A-Junioren-Auswahl das am 19. April in Köln angesetzte Finale gegen die Auswahl Spaniens. Nach dem 2:2-Unentschieden n. V. wurden die Spanier zum Turniersieger erklärt, da sie in der Vorschlussrunde mit 1:0 gegen die Auswahl Argentiniens nach dem Divisionsverfahren das „bessere“ Torverhältnis aufzuweisen hatten.
Die Mannschaftsaufstellung im Finale:
Eglin – Hoffmann, Schmidt – Mecke, Jäger, Nuber – Wagner, Habig, Seeler (2), Muhl, Simmer
1956 kam die Schülernationalmannschaft (U15) hinzu, die zunächst nur Länderspiele gegen die Auswahl von England austrug. Ab 1975 wurden Jugendländerspiele getrennt nach A-Junioren-Auswahl (U18) und B-Junioren-Auswahl (U16) ausgetragen. Durch die Einführung von Weltmeisterschaften und Europameisterschaften für die Junioren entwickelte sich eine jahrgangsweise Unterteilung der Nachwuchsmannschaften.
Im Seniorenbereich wurde 1955 die Junioren-Nationalmannschaft (U23) eingerichtet. Der DFB führt seit 1974 keine Juniorenländerspiele „Unter 23“ mehr durch und ersetzte das Team „U23“ durch die neue „U21“, die auch im internationalen Spielbetrieb die „Europameisterschaft U23“ ablöste. U21-Länderspiele werden seit dem 10. Oktober 1979 ausgetragen.

## Erfolge

### Junioren / Männer: WM/EM
| Auswahl | Weltmeister | WM-Zweiter | WM-Dritter   | Europameister     | EM-Zweiter   | EM-Dritter        |
| ------- | ----------- | ---------- | ------------ | ----------------- | ------------ | ----------------- |
| U-16    |             |            |              | 1984 \| 1992      | 1982 \| 1991 | 1995 \| 1997 1999 |
| U-17    | 2023        | 1985       | 2007 \| 2011 | 2009 \| 2023      | 2011 \| 2012 |                   |
| U-18    |             |            |              | 1981              | 1994 \| 1998 | 1986 \| 2000      |
| U-19    |             |            |              | 2008 \| 2014      | 2002         |                   |
| U-20    | 1981        | 1987       |              |                   |              |                   |
| U-21    |             |            |              | 2009 \| 2017 2021 | 1982 \| 2019 |                   |

### Juniorinnen / Frauen: WM/EM
|         | Weltmeisterschaften | Weltmeisterschaften | Weltmeisterschaften | Europameisterschaften          | Europameisterschaften | Nordic-Cup | Nordic-Cup   |
| Auswahl | Weltmeister         | WM-Zweiter          | WM-Dritter          | Europameister                  | EM-Zweiter            | Sieger     | Zweiter      |
| ------- | ------------------- | ------------------- | ------------------- | ------------------------------ | --------------------- | ---------- | ------------ |
| U-17    |                     |                     | 2008                | 2008 \| 2009                   |                       |            |              |
| U-18    |                     |                     |                     | 2000                           | 1999                  |            |              |
| U-19    | 2004                |                     | 2002                | 2001 \| 2002 2006 \| 2007 2011 | 2004                  |            |              |
| U-20    | 2010 \| 2014        |                     | 2008                |                                |                       |            | 1994         |
| U-21    |                     |                     |                     |                                |                       | 2006       | 2000 \| 2002 |
| U-23    | 1995 \| 2006        | 2007 \| 2008 2009   |                     |                                |                       |            |              |

*) Da die UEFA für die betroffenen Altersklassen (U-20/U-21/U-23) keinen Wettbewerb ausrichtet, galten die Nordic-Cup-Turniere als inoffizielle Junioren-Weltmeisterschaften.

## Bekannte Spieler (auch bei den Senioren erfolgreich)
- Ralf Loose und Roland Wohlfarth 1981 Europa- und Weltmeister mit der U19/U20 und beide Torschützenkönig (zusammen mit 3 anderen Spielern) mit 4 Toren bei der U20-Weltmeisterschaft
- Michael Zorc 1981 Weltmeister mit der U20
- Andreas Möller 1987 Vizeweltmeister mit der U20
- Marcel Witeczek 1985 Vizeweltmeister mit der U17, 1987 Vizeweltmeister mit der U20 (Torschützenkönig)
- Eike Immel, Wolfram Wuttke, Thomas Allofs, Rudi Völler, Benno Möhlmann 1982 U21-Vizeeuropameister
- Simon Jentzsch 1994 Vizeeuropameister mit der U18
- Timo Hildebrand, Sebastian Deisler, Sebastian Kehl 1998 Vizeeuropameister U18
- Matthias Sammer Dritter bei der U20-WM 1987 und Europameister bei der U18-EM 1986 für die DDR
- Pierre Littbarski, 1982 Vizeeuropameister, Rekordtorschütze mit 18 Toren der U21
- Fabian Ernst 1998 Vizeeuropameister U18, Rekordhalter der U21 mit 31 Spielen.
- Bodo Illgner und Stefan Reuter 1984 U16-Europameister
- Carsten Jancker 1991 U16-Vizeeuropameister
- Lars Ricken 1992 Europameister mit der U16, 1994 Vizeeuropameister mit der U18
- Melanie Behringer, Annike Krahn, Anja Mittag und Célia Šašić 2004 U19-Weltmeisterinnen
- Fatmire Bajramaj und Babett Peter 2006 U19-Europameisterinnen
- Lars Bender, Sven Bender, Ron-Robert Zieler 2008 U19-Europameister
- Jérôme Boateng, Benedikt Höwedes, Mats Hummels, Sami Khedira, Manuel Neuer, Mesut Özil 2009 U21-Europameister
- Mario Götze, Shkodran Mustafi, Marc-André ter Stegen 2009 U17-Europameister
- Julian Brandt, Joshua Kimmich 2014 U19-Europameister

## Rekordtorschützen
| Name              | Verein                                  | Tore (U15 – U19) |
| ----------------- | --------------------------------------- | ---------------- |
| Dzenan Pejcinovic | VfL Wolfsburg FC Augsburg               | 36 Tore          |
| Erdal Kılıçaslan  | FC Bayern München                       | 32 Tore          |
| Patrick Falk      | Eintracht Frankfurt                     | 29 Tore          |
| Samed Yesil       | FC Liverpool, Bayer 04 Leverkusen       | 29 Tore          |
| Benjamin Auer     | 1. FC Kaiserslautern                    | 28 Tore          |
| Manuel Majunke    | VfB Stuttgart                           | 24 Tore          |
| Marcel Witeczek   | Bayer 05 Uerdingen, Rot-Weiß Oberhausen | 24 Tore          |
| Manuel Fischer    | VfB Stuttgart, SSV Ulm 1846             | 22 Tore          |
| Shawn Parker      | 1. FSV Mainz 05                         | 22 Tore          |

## Bekannte Trainer
| - Rainer Bonhof - Dettmar Cramer - Jörg Daniel - Dieter Eilts - Frank Engel | - Karl-Heinz Heddergott - Heiko Herrlich - Helmut Horsch - Horst Hrubesch - Jürgen Kohler | - Andreas Köpke (Torwarttrainer) - Stefan Kuntz - Udo Lattek - Maren Meinert - Ralf Peter | - Silke Rottenberg (Torwarttrainerin) - Erich Rutemöller - Paul Schomann - Michael Skibbe - Uli Stielike | - Bernd Stöber - Berti Vogts - Dietrich Weise - Herbert Widmayer - Marc Ziegler (Torwarttrainer) |

## Mannschaften
| - U23-Junioren - U21-Junioren - U20-Junioren - U19-Junioren - U18-Junioren | - U17-Junioren - U16-Junioren - U15-Junioren - Schülernationalmannschaft | - U21-Juniorinnen - U20-Juniorinnen - U19-Juniorinnen - U17-Juniorinnen - U15-Juniorinnen |